# 피터 데이비드
피터 앨런 데이비드(영어: Peter Allen David, 1956년 9월 23일 ~ 2025년 5월 24일)는 미국의 만화가, 소설가, 각본가이다. 12년에 걸친 만화 《인크레더블 헐크》 연재가 그의 대표적인 경력이며 이외에 《아쿠아맨》, 《영 저스티스》, 《슈퍼걸》, 《엑스팩터》, 《타천사》(Fallen Angel) 등의 스토리를 담당했다. 스파이더맨 2099 캐릭터의 창조자이기도 하다.

## 유년기
1956년 9월 23일 미국 메릴랜드주 포트미드에서 태어났다. 어머니 달리아 데이비드(혼전성 로얀스키)는 이스라엘계 유대인이며, DNA 구조를 밝혀낸 제임스 왓슨과 프랜시스 크릭과 함께 일한 경험이 있었다. 데이비드는 유머 감각을 어머니로부터 물려받았다고 회상한다.
부친 군터 데이비드는 독일 베를린 출신으로, 나치 독일의 반유대주의가 심해지자 부모 마르틴과 헬라 데이비드와 함께 1930년대에 미국으로 이민하였다. 당시 마르틴이 운영하던 신발 가게는 반유대 폭력의 표적이 되었다. 피터에게는 일곱 살 어린 남동생 월리와 여동생 베스가 있었다.
그는 다섯 살 무렵 이발소에서 하비 코믹스의 〈캐스퍼와 웬디〉를 읽으며 만화에 흥미를 느끼기 시작했고, TV 드라마 《슈퍼맨의 모험》을 통해 슈퍼히어로에 관심을 갖게 되었다. 부모는 디즈니 만화나 캐스퍼 같은 순한 내용은 허락했지만, 헐크나 스파이더맨처럼 괴물 혹은 기묘한 복장의 히어로들은 부정적으로 여겼다. 이에 따라 그는 몰래 《판타스틱 포》 연간호 제3권(1965년)을 처음으로 접하며 마블 세계에 입문하였다. 이후 부모의 허락을 받아 다양한 슈퍼히어로 만화를 읽기 시작했고, 《슈퍼맨》을 가장 좋아했다.
그는 존 부세마를 1970년 이전의 작가 중 가장 좋아했으며, 잭 커비가 신들의 만화 《뉴 갓즈》를 발표하던 시기, 뉴욕에서 열린 필 슐링의 만화쇼에서 처음으로 커비의 사인을 받았다.
글쓰기에 대한 관심은 신문기자로 일하던 아버지의 영향으로 시작되었다. 어린 시절 아버지가 영화 리뷰를 작성하던 현장을 따라다녔고, 때로는 아버지의 기사에 그의 문장이 인용되기도 했다. 12살 무렵부터는 《작가 시장 가이드북》을 사서 읽으며 전문 작가의 꿈을 키웠다.
피터는 뉴저지주 블룸필드의 앨버트 테라스 11번지에서 어린 시절을 보냈으며, 데마레스트 초등학교에 다녔다. 이후 가족이 버로나로 이사하면서 청소년기를 보냈지만, 그곳에서 겪은 배척과 차별은 그에게 큰 영향을 남겼다. 중학교와 고등학교 초반 친구였던 키스는 동성애자였고, 두 사람 모두 괴롭힘의 대상이 되었다. 이러한 경험은 훗날 그가 LGBT 권리에 대해 진보적인 시각을 갖게 된 배경이 되었다. 그가 쓴 소설 《나이트 라이프》(Knight Life)에서는 악당의 본거지를 버로나로 설정하기도 했다.
십대 중반에는 만화에 대한 관심이 식었지만, 《슈퍼맨 vs 무하마드 알리》(1978)를 접하면서 다시 흥미를 느꼈다.  《자이언트 사이즈 엑스맨》 이후 등장한 “올 뉴, 올 디퍼런트” 팀이 등장한 《엑스맨 #95》를 통해 다시 본격적으로 만화를 읽기 시작하였다.
그의 작가로서의 결정적 계기는 작가 스티븐 킹을 만났을 때였다. 당시 킹은 《공포의 무도회》(Danse Macabre)에 "당신의 작가 인생에 행운을 빕니다."라는 사인을 남겨주었고, 이후 피터는 팬들로부터 같은 말을 들으면 자신의 책에 동일한 문구를 적어주곤 했다.
영향을 받은 작가로는 할런 엘리슨, 아서 코난 도일, 로버트 B. 파커, 닐 게이먼, 테리 프래쳇, 로버트 크레이스, 에드거 라이스 버로우즈 등이 있으며, 특히 엘리슨은 데이비드가 가장 모방하고자 했던 작가였다.
그가 감명 깊게 읽은 책에는 《앵무새 죽이기》, 《타잔》 시리즈, 《프린세스 브라이드》, 《엘리슨 전집》, 《바보들의 결탁》, 《애덤스 vs 제퍼슨》, 《돈키호테》 등이 있다.
그는 뉴욕대학교(NYU)에서 저널리즘을 전공하고 학사 학위를 받았다.

## 초기 활동
1974년 워싱턴 D.C.에서 열린 세계 SF 대회를 필라델피아 불레틴 지에서 취재한 것이 첫 공식적인 언론 활동이었다.
그러나 저널리즘 분야에서는 큰 성과를 얻지 못했고, 결국 그는 점차 소설 창작 쪽으로 방향을 전환하게 되었다. 1980년 그의 첫 단편 소설이 《아시모프의 SF 매거진》에 실리며 공식적인 작가 활동을 시작했다. 한편, 그는 《뉴욕 타임스》에 칼럼을 기고한 경험도 있었지만, 투고한 원고 대부분은 채택되지 못했다. 그는 초기 작가 시절, 거절을 훨씬 더 많이 경험했음을 회고했다.

## 만화 경력

### 1980년대
1980년대 중반부터 《마블 코믹스》에서 본격적인 만화 시나리오 작가로 활동을 시작하였다. 그는 처음에 영업 및 홍보 부서에서 근무했으며, 내부 제안 과정을 통해 작가로 발탁되었다.
그의 첫 주요 작업 중 하나는 《스파이더맨》의 에피소드였으며, 이후 꾸준히 실력을 인정받으며 《더 어메이징 스파이더맨》 등 다양한 시리즈에 참여했다. 그를 대표하는 작품으로 가장 널리 알려진 것은 마블의 《인크레더블 헐크》 시리즈였다.
데이비드는 《인크레더블 헐크》의 스토리를 약 12년간 장기 연재하며, 이 캐릭터에 심리적 깊이와 내면의 갈등을 더해 기존의 단순한 괴물 이미지에서 복합적인 인물로 재해석하였다. 이 시기는 팬들과 평론가들 모두로부터 높은 평가를 받았으며, 그의 대표작으로 자리매김하게 되었다.
그는 마블 외에도 DC 코믹스에서 《슈퍼걸》, 《아쿠아맨》 등 여러 작품을 집필하였고, 《영 저스티스》 시리즈에서는 유쾌한 캐릭터성과 팀워크 중심의 스토리텔링으로 주목을 받았다.
또한, 그는 《스파이더맨 2099》의 창작자 중 한 명으로, 미래 세계관을 배경으로 한 새로운 스파이더맨 캐릭터를 성공적으로 런칭하였다. 이 시리즈는 이후에도 리부트와 후속작으로 이어지며 팬층을 형성하였다.
캐릭터의 심리, 사회적 이슈, 유머와 감동을 균형 있게 결합하는 스타일로 슈퍼히어로 장르의 스토리텔링에 깊이를 더한 작가로 평가받고 있다.

### 1990년대
1990년 DC 코믹스를 통해 7부작 미니시리즈 《아틀란티스 크로니클스》를 집필하였다. 이 작품은 아쿠아맨의 고향인 아틀란티스의 역사를 다룬 이야기로, 데이비드는 이를 자신의 작품 중 가장 자랑스러운 것 중 하나로 꼽았으며, 처음으로 '풀 스크립트 방식'을 사용한 작업이기도 하다.
1994년에는 《아쿠아맨: 타임 앤 타이드》라는 또 다른 미니시리즈를 집필하였고, 이는 월간 시리즈로의 본격적인 리런칭으로 이어졌다. 1994년부터 1998년까지 《아쿠아맨》 정규 시리즈 초반 46편을 집필하였다. 이 시기의 대표적인 변화 중 하나는 아쿠아맨이 두 번째 이슈에서 한쪽 손을 잃고, 대신 작살을 장착하게 되는 설정이었다.
이 상징적인 변화는 데이비드의 연재 기간 동안 지속되었으며, 기존에 단순히 "물고기와 이야기하는 히어로"로 인식되던 캐릭터를 더 강하고 결단력 있는 전사형 인물로 재정의하였다. 그러나 그는 창작상의 이견으로 인해 결국 이 작품에서 하차하게 되었다.
또한 데이비드는 1988년부터 1991년까지 DC 코믹스가 《스타 트렉》의 판권을 보유하고 있을 당시 해당 만화를 집필하였다. 그는 스타 트렉은 시각적 요소보다는 소설의 서사 구조에 더 적합한 세계관이라고 평가하였다.
1996년에는 《론 마즈》와 함께 DC와 마블의 공동 프로젝트인 《DC vs. Marvel》 크로스오버 시리즈를 공동 집필하였다. 이외에도 그는 《슈퍼걸》과 《영 저스티스》 시리즈의 작가로 활동하였으며, 《영 저스티스》는 이후 DC가 틴 타이탄 시리즈를 리런칭하며 종료되었다.
다크 호스 코믹스에서도 활동하며, 그는 1999년부터 2004년까지 10대 첩보 캐릭터를 다룬 시리즈인 《스파이보이》와 여러 미니시리즈를 집필하였다. 2007년에는 《더 스크림》이라는 미니시리즈를 선보였다.
이 외에도 그는 1997년 마블에서 《히어로즈 리본: 더 리턴》 미니시리즈를 집필하였으며, 작가 소유 창작물로는 Claypool Comics에서 발행된 《소울서처스 앤 컴퍼니》, 그리고 조지 페레즈와 공동 작업한 《색스 앤 바이올렌스》 등이 있다.

### 2000년대
2000년대 초반, 피터 데이비드는 마블 코믹스에서 두 차례에 걸친 《캡틴 마블》 시리즈를 집필하였으며, 또한 《비포 더 판타스틱 포: 리드 리처즈》라는 한정 시리즈도 맡아 스토리를 전개하였다.
그는 둘째 아내인 캐슬린 데이비드와 함께, 델 레이 만화에서 출간된 《마법선생 네기마!》 시리즈의 영어판 초판 4권까지의 번역 및 수정 텍스트 작업을 공동으로 진행하였다.
2003년에는 DC 코믹스에서 창작자 소유 작품인 《폴른 엔젤》을 새롭게 선보였다. 이 시리즈는 기존에 《슈퍼걸》에서 구상하고 있던 후속 스토리 플랜—특히 "Many Happy Returns" 스토리라인 이후의 방향성을 바탕으로 제작되었으나, 슈퍼걸 시리즈의 중단으로 인해 독립적인 작품으로 재구성된 것이다.
같은 해, 그는 드림웨이브(Dreamwave)에서 《틴에이지 뮤턴트 닌자 터틀스》 시리즈를 집필하였으며, 이는 당시 방영되던 애니메이션 TV 시리즈와 연계된 작품이었다.
DC 코믹스는 《폴른 엔젤》을 20권 만에 연재 중단하였지만, 피터 데이비드는 이 작품을 2005년 말 IDW 퍼블리싱을 통해 새롭게 연재 재개하였다.
그는 ID에서 이외에도 《스파이크: 올드 타임즈》 단편과, 미니시리즈 《스파이크 vs. 드라큘라》를 집필하였다. 두 작품 모두 TV 드라마 《버피 더 뱀파이어 슬레이어》와 《엔젤》 시리즈의 등장인물 〈스파이크〉를 기반으로 하고 있다.
2005년 피터 데이비드는 잠시 《인크레더블 헐크》 시리즈에 복귀했으나, 업무량 과중으로 인해 11화만 집필한 후 하차하였다.
이후 그는 《프렌들리 네이버후드 스파이더맨》을 새롭게 연재하며, 〈디 아더〉라는 12부작 크로스오버 스토리라인을 담당했다. 이 이야기는 마블의 다른 작가들과 함께 스파이더맨의 죽음, 신체 변화, 새로운 능력의 각성을 중심으로 전개되었다.
팔에 가시처럼 튀어나오는 무기(리트랙터블 스팅어)가 등장하고, 스파이더맨의 능력이 스파이더 토템(거미의 화신) 개념에서 비롯되었다는 설정이 추가되며 논란을 일으키기도 했다. 그는 이 시리즈의 23화를 끝으로 하차하였다.
같은 해, 그는 《매드록스》라는 미니시리즈를 집필하였고, 그 성공을 바탕으로 《엑스팩터》 제3시리즈를 새롭게 시작하였다. 이 시리즈는 초기 1990년대에 그가 집필했던 원작 팀을 바탕으로, 탐정 사무소를 운영하는 슈퍼히어로들이라는 새로운 설정 아래 재구성되었다. 이 작품은 Ain’t It Cool News를 비롯한 여러 매체로부터 긍정적인 평가를 받았다.
특히 데이비드는 이 시리즈에서 《셰터스타》와 릭터 사이의 성적 끌림을 명확히 설정하였는데, 이는 기존 《엑스포스》 시리즈에 이미 암시되었던 관계를 공식화한 것이다. 이 설정은 공동 창작자였던 롭 라이펠드(Rob Liefeld)의 비판을 받았지만, 당시 마블 편집장 조 케사다는 데이비드를 지지하였다. 해당 시리즈는 2011년 GLAAD 미디어 어워드에서 최우수 만화상을 수상하였다.
2006년 2월 미국 캘리포니아에서 열린 원더콘에서 마블 코믹스와 전속 계약을 체결했음을 발표하였다. 다만, 이미 진행 중이던 《폴른 엔젤》, 《소울서처스 앤 컴퍼니》, 《스파이크》 관련 작품은 계약에 포함되지 않고 예외로 인정되었다.
그는 이 계약 이후 첫 프로젝트로 스티븐 킹의 《다크 타워》 소설을 기반으로 한 만화 스핀오프 《The Gunslinger Born》의 대사 집필을 2006년 4월에 발표하였다. 이후에도 《다크 타워》 코믹 시리즈의 집필을 이어갔다. 《쉬헐크》 시리즈에서 22화부터 대니 슬롯의 뒤를 이어 작가로 참여하였다. 이 시리즈는 독자와 평단의 호평을 받았으나, 38화를 끝으로 연재가 종료되었다.
2010년에는 로버트 그린버거와 공동으로 《스파이더맨 볼트》라는 자료집을 집필하였으며, 영화 《어벤저스》 DVD 발매를 홍보하기 위한 원작 그래픽 노블 《Avengers: Season One》의 시나리오도 맡았다.

### 2010년대
2011년 11월 24일 메이시스 추수감사절 퍼레이드에서 스파이더맨 풍선을 끄는 운반 요원 중 한 명으로 참여하였다.
2013년 10월 《엑스팩터》 시리즈는 262화를 마지막으로 종결되었으며, 이로써 '엑스팩터 탐정사무소' 설정의 시대가 마무리되었다. 이후 이 작품은 2013년 뉴욕 코믹콘에서 발표된 All-New Marvel NOW! 프로젝트의 일환으로 《올-뉴 엑스팩터》라는 새로운 시리즈로 재출발하였다. 새로운 팀은 기업 후원을 받는 설정으로, 주요 멤버로는 폴라리스, 퀵실버, 갬빗 등이 등장하며, 아티스트 카르미네 디 잔도멘니코가 작화를 맡았다.
2014년 7월 데이비드는 《스파이더맨 2099》의 두 번째 시리즈 집필을 시작하며 복귀하였다. 그는 아티스트 윌 슬라이니와 함께 작업했으며, 같은 시기에 《엑스팩터》와 《스파이더맨 2099》를 동시에 집필하게 되었다. 이에 대해 그는 한 팬 행사에서 "자랑스러운 일인지, 발전이 없는 건지 모르겠다"고 농담을 하기도 했다.
2014년에는 더 팬텀을 위한 6부작 스토리를 집필하였으며, 이는 그가 오래전부터 쓰고 싶어 했던 이야기 중 하나였다. 해당 작품은 허미스 프레스에서 출판되었다.
2015년 그는 스탠 리의 자전적 그래픽 노블 《Amazing Fantastic Incredible》을 사이먼 앤 슈스터와 함께 공동 집필하였으며, 이 책은 출간 첫 주에 뉴욕타임스 베스트셀러에 오르기도 했다.
2017년 4월 마블 코믹스는 《스파이더맨: 클론 음모》 스토리라인 이후 등장한 벤 라일리를 중심으로 한 새로운 월간 시리즈 《스칼렛 스파이더》를 시작하였고, 피터 데이비드가 작가로 참여하였다. 그는 이 캐릭터에 대한 애착이 깊지 않았지만, 도덕성이 흔들리는 주인공을 중심으로 한 시리즈는 마블에서도 드문 시도라고 판단하여, 새로운 창작 기회로 받아들였다.
이후에도 그는 《심비오트 스파이더맨》이라는 5부작 미니시리즈를 2019년에 집필하였으며, 해당 작품은 리뷰 집계 사이트 Comic Book Roundup에서 평점 7.5/10을 기록하였다. 2020년에는 후속작 《Symbiote Spider-Man: Alien Reality》를 집필하였고, 이 역시 7.6점의 평가를 받았다.

### 소설
소설가로서의 경력과 만화 작가로서의 활동을 병행하며 커리어를 발전시켰다. 그가 일하던 출판사가 폐업한 후, 당시 함께 일하던 동료가 그의 에이전트가 되어 첫 장편소설 《Knight Life》를 Ace Books에 판매했다. 이 소설은 출판 계약이 먼저 이루어졌지만, 실제 출간은 1987년으로, 데이비드가 만화 원고를 쓰기 시작한 이후였다. 이 작품은 아서 왕이 현대 뉴욕에 다시 나타나는 이야기를 다룬다. 초기 작품 중 《Howling Mad》는 늑대가 늑대인간에게 물린 뒤 인간으로 변하는 독특한 설정의 소설이다.
Ace Books는 데이비드에게 《Photon》과 《Psi-Man》 시리즈를 의뢰했지만, 그의 항의에도 불구하고 "David Peters"라는 필명으로 출간되었다. 이후 Penguin Putnam이 《Knight Life》를 2003년에 재출간하면서 개정판이 나왔고, 《One Knight Only》(2004), 《Fall of Knight》(2007)라는 속편을 더해 삼부작으로 완성되었다. 《Howling Mad》와 《Psi-Man》 시리즈도 그의 본명으로 다시 출간되었다.
그는 《스타트렉》 관련 작품으로도 잘 알려져 있으며, 편집자 데이브 스턴의 요청으로 소설 집필을 시작했다. 대표작으로는 《Q-in-Law》, 《I, Q》, 《Vendetta》, 《Q-Squared]]》 등이 있으며, 특히 《Imzadi》(1993)는 큰 인기를 얻었다. 그는 《스타트렉: 더 넥스트 제너레이션》의 세계관을 바탕으로 한 독자적인 소설 시리즈 《New Frontier》를 1997년부터 집필했고, 총 21권을 출간했으며 일부는 베스트셀러에 올랐다. 이 시리즈는 2015년 전자책 《The Returned》의 세 번째 편으로 마무리되었다.
그 외에도 《Babylon 5》 세계관을 배경으로 한 소설 다섯 권을 집필했고, 이 중 세 권은 원작 소설이며, 나머지 두 권은 TV 영화를 바탕으로 했다. 영화 소설화 작업도 활발히 진행하여, 《스파이더맨》 시리즈, 《헐크》, 《아이언맨》, 《판타스틱 포》, 《배트맨 포에버》 등의 영화 소설을 집필했다. 또한 헐크 세계관의 오리지널 소설도 썼다.
2009년에는 《피터팬》을 재해석한 소설 《Tigerheart》를 발표했으며, 학교 도서관 저널에서 청소년에게 추천할 만한 성인 도서로 선정되었다. 완전히 자신만의 세계관을 창조한 판타지 소설로는 《Sir Apropos of Nothing》 삼부작과 《The Hidden Earth》 시리즈가 있다. 후자는 2007년에 첫 번째 권이 출간되었고, 두 번째 권은 여러 차례 연기 끝에 2012년에 출간되었다.
2010년에는 밴드 Coheed and Cambria의 앨범과 함께 출간된 소설 《Year of the Black Rainbow》를 밴드의 클라우디오 산체스와 공동 집필했다. 게임 《Fable》 시리즈 세계관을 바탕으로 한 소설도 썼다. 2011년에는 마이크 프리드먼, 글렌 하우먼 등과 함께 'Crazy Eight Press'라는 전자책 출판 프로젝트를 시작했다. 이 출판사를 통해 《The Camelot Papers》 등 작품을 출간했으며, 《Hidden Earth》 시리즈의 두 번째 권도 이곳에서 출판했다.
그러나 2013년 그는 전통적인 출판사를 통해 받는 선인세보다 전자책 출판의 수익이 적다는 점을 언급하며, 차기작인 《ARTFUL》을 Amazon.com을 통해 출간할 것이라고 밝혔다.

### 글쓰기 습관과 접근 방식
여러 프로젝트를 동시에 진행할 때, 작업 일정을 구분해 시간대를 나누는 방식으로 일했다. 일반적으로 오전에는 소설 집필에 집중하고, 오후에는 만화 관련 작업을 했다고 한다.
과거에는 스미스 코로나 타자기를 사용했지만, 이후에는 소니 바이오 데스크톱 컴퓨터를 활용해 작업을 진행했으며, 소설과 만화는 마이크로소프트 워드로, 영화 시나리오는 파이널 드래프트 프로그램을 사용했다. 소설을 쓸 때는 사전에 줄거리를 구상하는 경우도 있었고, 즉흥적으로 전개하는 경우도 있었다.
2012년 12월 뇌졸중을 겪은 이후에는 DragonDictate라는 음성 인식 프로그램을 통해 집필을 이어갔다.
그의 사무실에는 토드 맥팔레인이 그린 《인크레더블 헐크》 #340의 오리지널 표지 원화가 걸려 있었는데, 이 작품은 맥팔레인이 데이비드에게 선물한 것이었다.
만화 대본 작업에 있어서는 처음에는 ‘마블 방식’을 사용했지만, 줄거리 구성이 지나치게 복잡해지는 경향이 있어 《헐크》 시절 맥팔레인과의 협업을 계기로 ‘풀 스크립트’ 방식으로 전환했고, 2003년 이후에도 그 방식을 유지했다. 그는 보통 6개월 단위의 이야기 구조를 계획하며 만화를 집필했다고 밝혔다. 또한 특정 작품을 맡을 때는 항상 마음속에 특정 인물을 떠올리며 그들에게 헌정하는 마음으로 집필했다고 한다.
《슈퍼걸》은 딸들을 위해, 《영 저스티스》는 언젠가 낳을지도 모를 아들을 위해, 《헐크》는 첫 아내 마이라를 위해 썼다고 언급했다. 그의 개인적인 삶이 작품에 반영되기도 했는데, 첫 번째 결혼이 파탄에 이르렀을 당시 《헐크》의 스토리 전개도 방황과 상실의 정서를 담고 있었다.
자신이 창작한 여성 캐릭터 중 가장 애착을 갖는 인물로는 《Fallen Angel》의 주인공 리를 꼽았으며, 이는 독자층인 여성 팬들에게 긍정적인 반응을 얻은 캐릭터이기도 하다. 데이비드는 자신이 직접 쓰지는 않았지만 흥미를 느낀 캐릭터로는 배트맨, 타잔, 닥 새비지, 퍼른의 용기수들, 스티드와 필의 어벤저스, 드라큘라 등을 언급했고, 특히 타잔과 팬텀의 대결 이야기를 다뤄보고 싶다고 밝힌 바 있다.

### 기타 매체
여러 텔레비전 시리즈와 비디오 게임의 각본을 집필한 경력이 있다. TV 드라마 《바빌론 5》의 시즌 2에서 두 편의 에피소드를 썼고, 후속작인 《크루세이드》에서도 한 편의 각본을 맡았다. 배우이자 작가인 빌 뮤미와 함께 공동으로 기획한 SF 시리즈 《스페이스 케이스》는 니켈로디언에서 두 시즌 동안 방영되었으며, 데이비드의 경력 중 가장 수익성이 높았던 작업 중 하나였다. 이 시리즈에서 그는 직접 단역으로 출연하기도 했고, 그의 딸 샤나도 마지막 에피소드에 특별 출연했다.
그는 풀문 엔터테인먼트를 위해 여러 편의 SF/판타지 영화 각본을 쓰고 공동 제작에도 참여했다. 여기에는 《Trancers 4》, 《Trancers 5》, 《Oblivion》, 《Oblivion 2: Backlash》 등이 포함되며, 일부 작품에는 카메오로 출연하기도 했다. 또한 이 회사에서 추진하던 미발표 만화 프로젝트에도 잠시 참여한 적이 있다.
데이비드는 《바빌론 5》 시즌 5를 위해 빌 뮤미와 공동 집필한 미제작 각본도 있었다. 이후에는 《벤 10: 에일리언 포스》의 에피소드와 그 파생 시리즈인 《벤 10: 얼티밋 에일리언》의 몇몇 에피소드 각본도 집필했으며, 관련 에피소드는 2009년부터 2010년 사이에 방영되었다.
게임 분야에서는 2009년에 Xbox 360용 게임 《섀도우 콤플렉스》의 각본을 맡았으며, 이는 출시 이후 긍정적인 평가를 받았다. 애니메이션 시리즈 《영 저스티스》의 각본도 다수 집필했으며, 이 시리즈는 그가 1998년부터 2003년까지 만화로 작업했던 동일한 세계관을 바탕으로 한다. 이와 더불어, 디즈니 게임 《에픽 미키》의 그래픽노블 각색과 프리퀄 디지털 만화도 집필했다.
2011년에는 게임 《스파이더맨: 엣지 오브 타임》의 시나리오 작가로 참여했으며, 다양한 캐릭터의 세계관을 활용한 내러티브 구성 능력을 인정받았다.
2012년 샌디에이고 코믹콘에서 공개된 ‘Stan Lee's World of Heroes’라는 유튜브 채널에서는 데이비드가 아내 캐슬린과 함께 창작한 웹 시트콤 《Head Cases》가 소개되었다. 이 작품은 일반적인 히어로 전투 외의 일상적인 상황을 유머러스하게 그린 이야기로, 주인공은 자신의 능력을 제대로 활용하지 못해 슈퍼히어로 사회에서 조롱의 대상이 되는 인물이다. 해당 시리즈는 약 75분 분량의 콘텐츠를 5분 단위 웹 에피소드로 나누어 구성했으며, 스탠 리 본인도 출연하여 눈길을 끌었다.

## 수상 및 후보

### 수상자
- 1992년 아이스너상 '최고의 작가/아티스트 또는 작가·아티스트 팀' 부문 수상 – 《인크레더블 헐크》로 데일 키언과 공동 수상
- 1993년 위저드 팬 어워드 수상
- 1993년 영국 코믹 아트 어워드 수상
- 1994년 골든 덕 어워드 '청소년 시리즈 부문' 수상 – 《스타 트렉: 스타플리트 아카데미》
- 1995년 호주 오즈콘 '가장 인기 있는 해외 작가상' 수상
- 1996년 학스투르상 '최우수 각본상' 수상 – 《헐크: 판테온의 몰락》에 수록된 《어둠이 우리를 덮치지 않도록》
- 2007년 줄리 어워드 – 다양한 장르에서의 업적에 대해 수상
- 2011년 GLAAD 미디어 어워드 – 《엑스팩터》(3기)로 '우수 만화책 부문' 수상
- 2011년 국제 미디어 타이인 작가 협회(IAMTW) '그랜드마스터상' (일명 파우스트상) 수상
- 2016년 코믹콘 인터내셔널 잉크팟 어워드(Inkpot Award) 수상

### 후보자
- 1992년 학스투르상 '최우수 각본상' 수상 – 《아틀란티스 연대기》
- 1992년 프로메테우스상 수상 – 《스타 트렉: 더 리프트》
- 1992년 아이스너상 '최우수 연재 시리즈 부문' 수상 – 《인크레더블 헐크》로 데일 키언과 공동 수상
- 1994년 아이스너상 '최우수 작가상' 수상 – 《인크레더블 헐크》
- 1995년 학스투르상 '최우수 장편 스토리상' 수상 – 《삭스 앤 바이얼렌스》로 조지 페레즈와 공동 수상
- 1997년 케이블 에이스상 '최우수 아동 시리즈 부문' 수상 – 《스페이스 케이스》로 빌 뮤미와 공동 수상
- 1998년 하비상 '최우수 단일 이슈 또는 스토리 부문' 수상 – 《인크레더블 헐크 #-1》로 아담 쿠버트, 보비 체이스와 공동 수상
- 1999년 아이스너상 '최우수 신작 시리즈 부문' 수상 – 《영 저스티스》로 토드 노크, 래리 스터커와 공동 수상
- 1999년 아이스너상 '청소년 대상 최우수 타이틀 부문' 수상 – 《영 저스티스》

## 건강 및 사망
2010년 6월 피터 데이비드는 심각한 허리 통증으로 수술을 받았으며, 그 소식은 아내가 그의 웹사이트를 통해 알렸다. 그는 수 주간 엉덩이와 무릎에 극심한 통증을 겪었고, 결국 뼛조각과 체액 누적으로 인한 디스크 탈출증으로 진단되었다. 이에 따라 약 3시간에 걸친 수핵 제거술을 받았으며, 완전한 회복까지 약 6개월이 걸릴 것이라는 진단을 받았다.
2012년 12월 29일 그는 플로리다에서 휴가 중 허혈성 뇌졸중을 겪었다. 뇌의 교뇌(pons) 부위에 손상이 발생해 오른쪽 팔과 다리의 운동 능력을 대부분 잃었으며, 오른쪽 눈에 시야 흐림 증세도 동반되었다. 완전한 회복은 어렵다는 예측이 있었으나, 그는 긍정적인 자세를 유지하며 재활 치료에 임하였다.
발병 약 두 달 반 후, 시력은 회복되었고 휠체어 없이 집 안을 이동할 수 있을 정도로 상태가 호전되었다. 볼링과 태극권도 재개할 수 있었으며, 팔과 다리의 회복은 느리지만 꾸준한 진전을 보였다. 6개월 후에는 공식적으로 물리치료를 마쳤으나, 어깨 통증과 체력 저하가 남아 있었고, 이를 보완하기 위한 노력을 지속했다.
2015년 1월 그는 제2형 당뇨병 진단을 1년 전에 받았음을 공개했다.
2017년 3월 그는 자신의 블로그를 통해 과거 이혼 당시 발생한 재정 문제로 인해 미국 국세청(IRS)으로부터 약 88,000달러의 세금과 이자를 요구받고 있음을 알렸다. 이에 따라 그는 지인과 팬들을 대상으로 온라인 모금을 시작하였고, 한 달여 만에 약 68,000달러가 모금되었다. 이후 팬들과의 소통을 위한 패트리언(Patreon) 계정을 개설하여, 새로운 작품을 연재하고 세금 문제를 해결하는 데 활용하겠다고 밝혔다. 5월까지 원고료 외에도 오래전 수집한 만화 원고 등을 판매하여 부채를 정리하였다.
2022년 11월 27일, 그의 건강이 다시 악화되었다. 신부전, 다발성 뇌졸중, 경미한 심장발작 등으로 인해 병원에 장기 입원하게 되었고, 치료비 부담으로 인해 또 다른 모금이 진행되었다. 그가 공공의료 지원에서 탈락하였기 때문이다.
2025년 5월 20일 기준으로는 기침이나 가래 배출이 어려운 상태였으며, 이에 따라 경도의 진정 상태에서 인공호흡기에 의존하게 되었다.
2025년 5월 24일 저녁, 뉴욕대학교 랑곤병원 서폭에서 별세하였다. 향년 68세였다.